# 亞倫·克洛
亞倫·詹姆斯·克洛（英語：Aaron James Crow, 1986年11月10日—），為前美國職棒大聯盟的投手。曾效力於皇家隊四個球季。

## 職業生涯
2008年美國職棒大聯盟選秀，華盛頓國民隊在第一輪第9順位選進克洛，但是克洛並未與球隊簽約。2009年，他在沃斯堡的業餘球隊打球。

### 堪薩斯市皇家
2009年美國職棒大聯盟選秀，堪薩斯市皇家隊在第一輪第12順位選進克洛。2009年9月15日，克洛與皇家隊正式簽約。
2011年3月31日，克洛登上大聯盟。當時他面對四名天使隊的打者，送出三次三振。
2011年5月30，皇家隊總教練將表現不佳的喬金·索里亞的終結者位置拔掉，交由克洛擔任新終結者。不過6月6日，索里亞再度成為終結者。
2011年，克洛入選明星賽，不過他並未出賽。

### 邁阿密馬林魚
2014年11月28日，皇家隊將克洛交易至馬林魚隊，換來Brian Flynn與Reid Redman。

### 芝加哥小熊
2016年2月，克洛與小熊隊簽下小聯盟約。2016年11月7日，他成為自由球員。

### 蒙克洛瓦鐵人
2018年5月1日，克洛與墨西哥聯盟的蒙克洛瓦鐵人簽約。

### 普矣布拉鸚鵡
2018年7月3日，克洛與墨西哥聯盟的普矣布拉鸚鵡簽約。球季結束後他成為自由球員，並宣布正式退休。

## 外部連結
- 球員資訊和成績在MLB ，ESPN ，Retrosheet ，Baseball Reference ，Baseball Reference (Minors) ，Fangraphs ，The Baseball Cube （英文）
- 亞倫·克洛的X（前Twitter）